# Секундов, Александр Николаевич
Александр Николаевич Секундов (15 ноября 1938 — 29 октября 2018) — российский учёный в области механики жидкости и газа, доктор технических наук, профессор, заслуженный деятель науки РФ. Заслуженный профессор МФТИ. Лауреат премии им. Н. Е. Жуковского.

## Биография
Родился 15 ноября 1938 года.
В 1962 г. после окончания Московского физико-технического института направлен в газодинамическую лабораторию Центрального института авиационного моторостроения им. П. И. Баранова (ЦИАМ). Первое время работал в группе Г. Н. Абрамовича. Занимался созданием методов теоретического и численного моделирования турбулентных течений.
Автор модели (модель А. Н. Секундова) для турбулентной вязкости. С её помощью описал эффекты сжимаемости среды (70-е годы), возможность отрыва турбулентного пограничного слоя и перехода ламинарного течения в турбулентное (80-е и 90-е годы), влияние внешней турбулентности и формы поверхности на характеристики ламинарного и переходного пограничных слоев (начало 90-х годов), эффекты большой кривизны линий тока и вращения газа (2004).
Соавтор модели Гуляева — Козлова — Секундова.
Другое направление, которое возглавлял в ЦИАМ вместе с С. Ю. Крашенинниковым — определение акустических полей турбулентных струй двигателей современных самолетов.
С 1970 г. по совместительству преподавал в Московском физико-техническом институте (МФТИ) на факультете «Аэромеханика и летательная техника», читал курсы лекций «Теория турбулентности» и «Техника и методика газодинамического эксперимента».
Заслуженный деятель науки России (26.01.2001). Награждён орденами и медалями.
Умер 29 октября 2018 года.

## Сочинения

### Книги
- Абрамович Г. Н., Гиршович Т. А., Крашенинников С. Ю., Секундов А. Н., Смирнова И. П. Теория турбулентных струй / Под ред. Г. Н. Абрамовича. — М .: Наука, 1984. — 720 с.
- Турбулентные течения при воздействии объёмных сил и неавтомодельности / Г. Н. Абрамович, С. Ю. Крашенинников, А. Н. Секундов. — Москва : Машиностроение, 1975. — 94 с.
- Турбулентное смешение газовых струй. Абрамович, Г.Н.; Крашенинников, С.Ю.; Секундов, А.Н., Смирнова И. П.; М.: Наука, 1974 г. 272 с.
- Александр Секундов. Некоторые проблемы моделирования турбулентных течений. В помощь начинающему вычислителю. Lap Lambert Acad. publ., 2014. 134 с.

### Статьи
А. Н. Секундов является автором более 80 статей, в том числе:
- Научные труды на Math-Net.Ru.
- Научные труды в РИНЦ.